# Ulrich van Löwendal

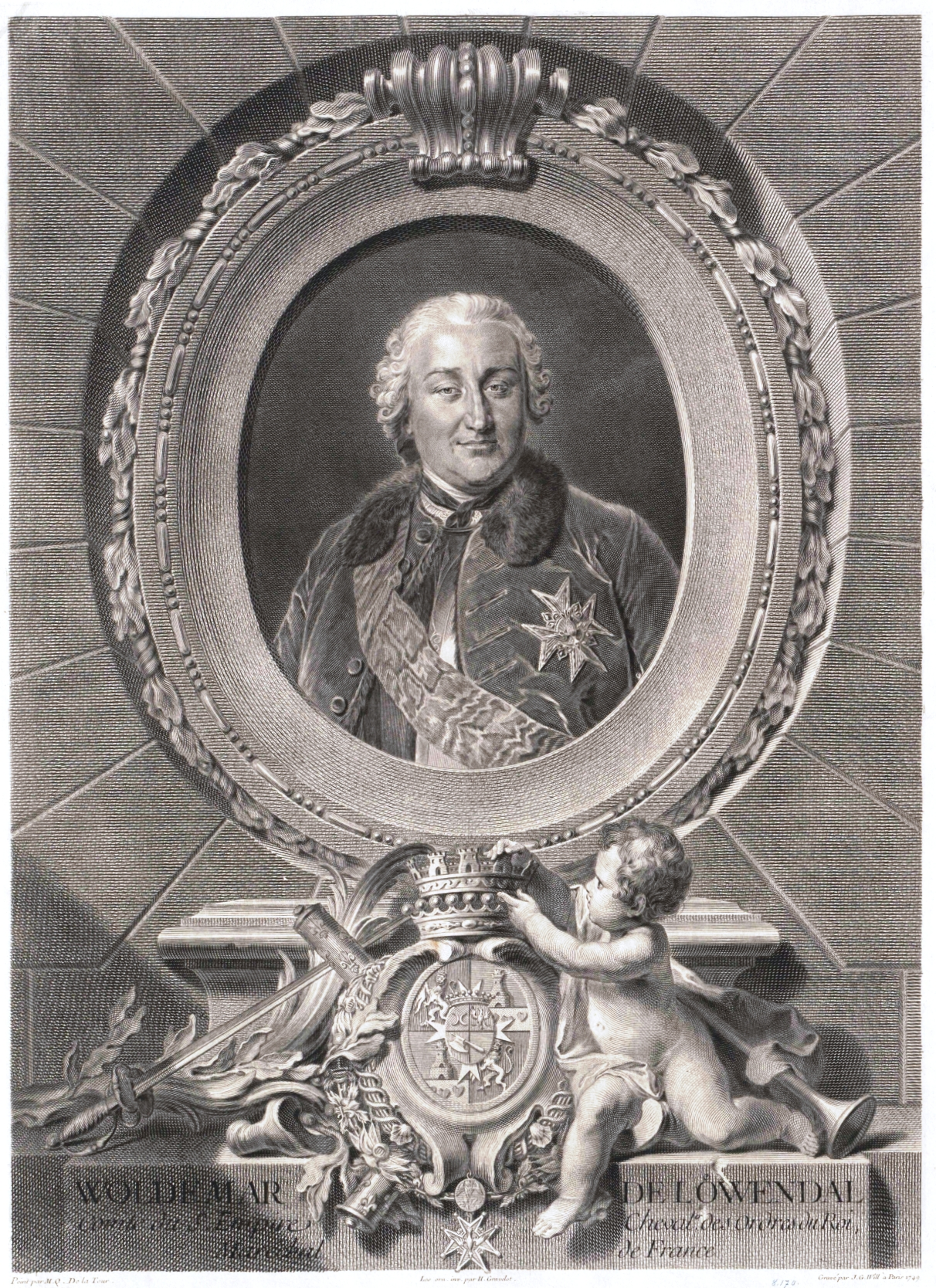
Kopergravure van Ulrich van Löwendal door Johann Georg Wille

Ulrich Frederik Woldemar, graaf van Löwendal  of Löwenthal.(Hamburg, 6 april 1700 – Parijs, 27 mei 1755) was een vooraanstaand Deens militair en staatsman in het Europa van de 18e eeuw. Hij was onder andere generaal in het keizerlijke en Franse leger, maarschalk van Frankrijk en (korte tijd) gouverneur van Estland, waarnemend gouverneur-generaal van de Zuidelijke Nederlanden, en militair gouverneur van Brussel en Maastricht. Löwendal is vooral bekend vanwege zijn reeks overwinningen tijdens de Oostenrijkse Successieoorlog en in Nederland met name vanwege zijn spectaculaire verovering van Bergen op Zoom (1747).

## Biografische schets
Ulrich Frederik Woldemar van Löwendal was een telg uit een Deens adellijk geslacht. Hij werd in 1700 in Hamburg geboren als zoon van Woldemar van Löwendal (1660-1740) en Dorothea van Brockdorff (1672-1706). Zijn vader was onder andere kapitein van de Blauwe Garde van het Staatse leger, Deens stadhouder in Noorwegen en hofmaarschalk en minister in het keurvorstendom Saksen. Ulrich's grootvader was een bastaardzoon van koning Frederik III van Denemarken.

### Begin militaire loopbaan
Ulrich begon al zeer jong aan een militaire loopbaan. In 1713 vocht hij in het leger van keizer Karel VI in Polen en een jaar later werd hij al tot kapitein bevorderd. Na korte tijd als vrijwilliger in Deense dienst geweest te zijn, keerde hij in 1716 in het keizerlijke leger terug en onderscheidde zich in de Slag bij Petrovaradin en de belegeringen van Timișoara en Belgrado tijdens de Venetiaans-Oostenrijkse Turkenoorlog (1714-1718).
Later trad Löwendal in dienst van koning August II van Polen, die hem tot veldmaarschalk van de Saksische infanterie benoemde. In 1733 onderscheidde hij zich bij de verdediging van Krakau tijdens de Poolse Opstand. In 1734 en 1735 had hij het opperbevel over de Saksische troepen aan de Rijn. Nadat Löwendal in Russische dienst was getreden, versloeg hij in 1739 de Turken bij Chotyn in de Vierde Russisch-Turkse Oorlog. Van 1741 tot 1743 vocht hij in Finland tegen de Zweden (Russisch-Zweedse Oorlog). Gedurende deze tijd was hij tevens gouverneur van het Gouvernement Estland.

### In Franse dienst
In 1740 was de Oostenrijkse Successieoorlog uitgebroken tussen enerzijds Frankrijk, Spanje, Beieren en Pruisen en anderzijds de Habsburgse monarchie, het keurvorstendom Saksen, het Russische rijk, Sardinië, Groot-Brittannië en de Republiek der Zeven Verenigde Nederlanden. Koning Lodewijk XV van Frankrijk wist Löwendal in 1745 als luitenant-generaal voor het Franse leger te strikken. Löwendal voerde het Franse reserveleger aan bij de Slag bij Fontenoy (1745) en onderscheidde zich tijdens deze fase van de oorlog onder andere bij de belegering van Doornik. Vervolgens veroverde hij in korte tijd Oudenaarde, Gent, Brugge, Damme, Oostende, Nieuwpoort, Leuven, Sluis, Sas van Gent en enkele andere vestingen in Zeeuws-Vlaanderen, en als klap op de vuurpijl Bergen op Zoom.

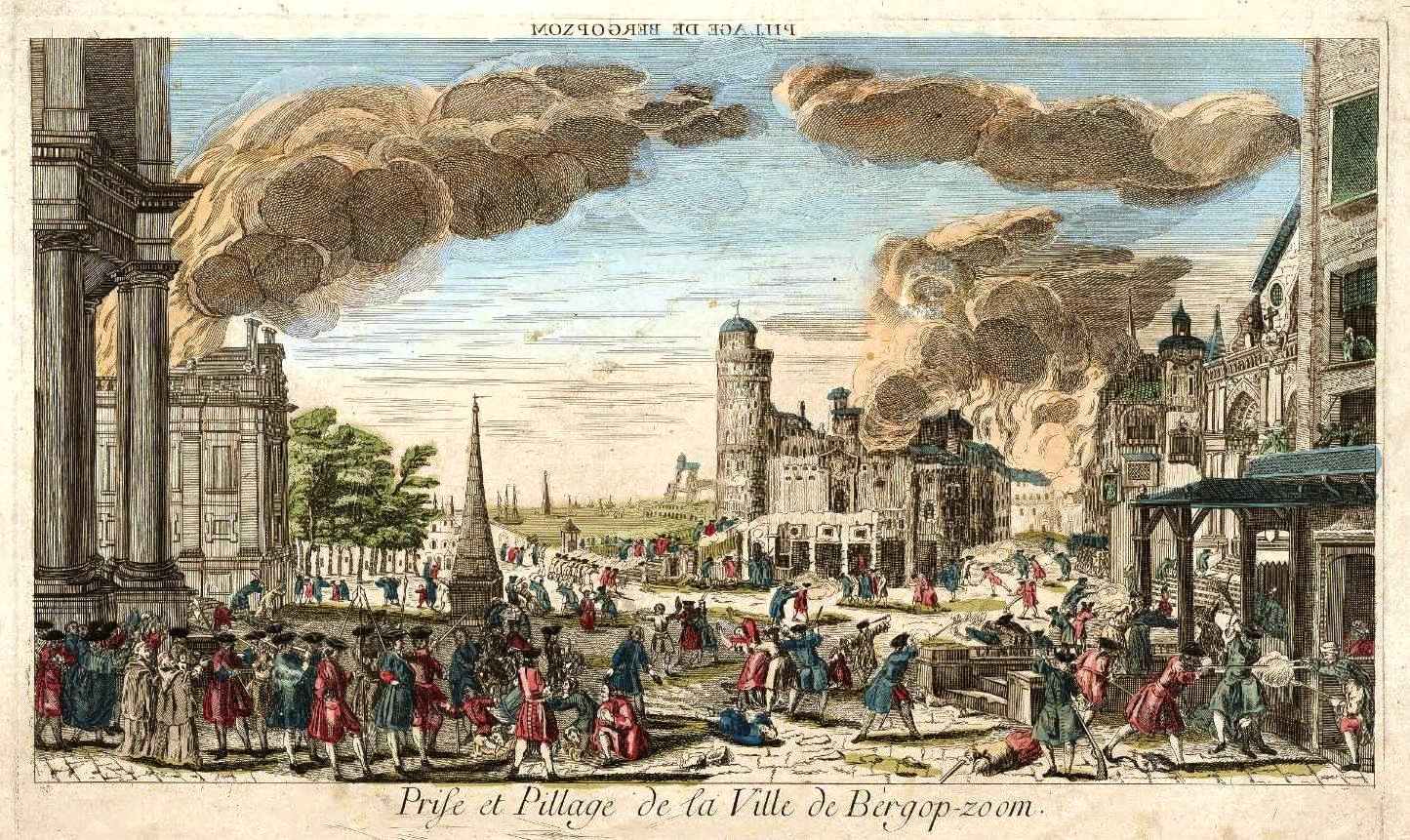
Het Beleg van Bergen op Zoom in 1747 was een van de voornaamste wapenfeiten van Löwendal

### Bergen op Zoom, Maastricht
Het ruim twee maanden durende Beleg van Bergen op Zoom en de daaraan gelieerde Aanval op Steenbergen leidden tot de val van de onneembaar geachte vestingstad Bergen op Zoom op 6 september 1747. Aan beide zijden waren enorme verliezen te betreuren en na de verovering volgden twee dagen van moorden en plunderingen in de stad, waarvoor Löwendal door sommigen verantwoordelijk werd gehouden. Maarschalk Van Saksen schreef daarop aan Lodewijk XV: "Sire, il n'est pas de moyen terme, vous devez le pendre, ou le faire Maréchal de France." De koning benoemde Löwendal daarop tot Maarschalk van Frankrijk. Van Bergen op Zoom trok Löwendal vervolgens naar Maastricht.
Maastricht was aan het einde van de Oostenrijkse Successieoorlog het trefpunt van de geallieerde troepen van Oostenrijk, Beieren, Saksen, Gotha, Hannover, Hessen, Hongarije en Engeland, onder leiding van de hertog van Cumberland, en de Fransen met hun bondgenoten onder aanvoering van maarschalk Maurits van Saksen. In 1747 leden de geallieerden een zware nederlaag in de Slag bij Lafelt, even ten westen van Maastricht. De stad zelf werd in april 1748 door de Fransen belegerd (Beleg van Maastricht, 1748) en was al bijna overrompeld, toen op 3 mei het bericht kwam dat in Aken een vredesakkoord was bereikt (Vrede van Aken, 1748). Toch nam Van Saksen op 7 mei de stad in. Op 10 mei vertrok het Maastrichtse garnizoen onder aanvoering van de net benoemde gouverneur baron Hobbe Esaias van Aylva, met behoud van eer. Ulrich van Löwendal werd daarop door de Fransen benoemd tot gouverneur van Maastricht, een functie die hij slechts een half jaar zou uitoefenen.

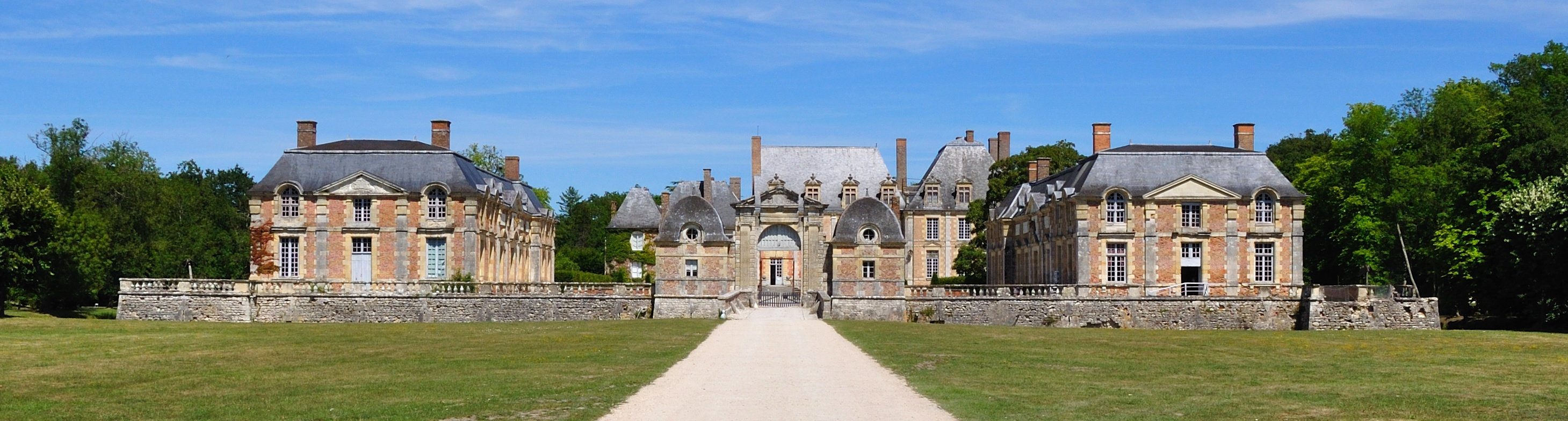
Kasteel van La Ferté-Saint-Aubin

## Terugtreden
Na de Vrede van Aken trok Löwendal zich terug uit de actieve militaire dienst. In 1748 kocht hij, deels van de krijgsbuit, het kasteel van La Ferté-Saint-Aubin, een van de kastelen van de Loire, in de buurt van Orléans. Maarschalk Ulrich graaf van Löwendal was erelid van de Académie des sciences, ridder van de Franse Orde van de Hazewindhond en de Russische Alexander-Nevski Orde.
Löwendal leed op latere leeftijd aan gangreen en stierf in 1755 op 55-jarige leeftijd in het Parijse Palais du Luxembourg.

## Nakomelingschap
Löwendal was tweemaal gehuwd. Op 23 januari 1722 trad hij in het huwelijk met zijn eerste vrouw, Theodora Eugenia von Schmettau (1705-1768), dochter van een Saksische generaal. Het huwelijk eindigde in 1736 in een scheiding. Het echtpaar kreeg vier kinderen:
- Woldemar Hendrik (1723-1724)
- Frederik Woldemar (1724-1740)
- Benedikta (1725-1753), in 1747 gehuwd met Johann Rudolf von Kiesewetter
- Dorothea Frederike (1727-1750)

Op 13 november 1736 trad hij in het huwelijk met zijn tweede vrouw, gravin Barbe Madeleine Szembek (1709-1762), met wie hij eveneens vier kinderen kreeg:
- Franz Xaver Joseph, graaf van Danneskiold-Lovendal (1742-1808), in 1772 gehuwd met Charlotte de Bourbon-Charolais (1754-1839)
- Elisabeth Marie Constance (1740-1785), in 1759 gehuwd met Lancelot Turpin, graaf van Crissé en Sanzay (†1793)
- Benedikta Sophia Antoinette, (1741-voor 1778), in 1757 gehuwd met graaf Alexander Ossolinski (†na 1789)
- Marie Louise, (1746-1835), in 1766 gehuwd met graaf Louis Antoine Léon de Brancas (1735-1821)

## Nalatenschap
Over Löwendahl is veel geschreven. Een jaar na zijn dood verscheen bij de Amsterdamse uitgevers en boekverkopers Haffman en Meyer een fictieve Samenspraak tusschen Woldemar, graaf van Löwendahl; den graaf d'Estrades, Afgezant van Vrankryk in Holland; Cornelis de Witt, Ruward van den lande van Putte; en Johan de Witt, Raadpensionaris van Holland en Westvriesland, waarin Löwendahl vertelt over zijn  militaire loopbaan en met name het Beleg van Bergen op Zoom uitgebreid uit de doeken wordt gedaan.
In de collectie van het Louvre in Parijs bevindt zich een portretbuste uit 1750 door Jean-Baptiste Lemoyne. De Avenue de Lowendal in het 15e arrondissement in Parijs is naar de Deens-Franse generaal genoemd.

Wapenschild van de familie Von Löwendal
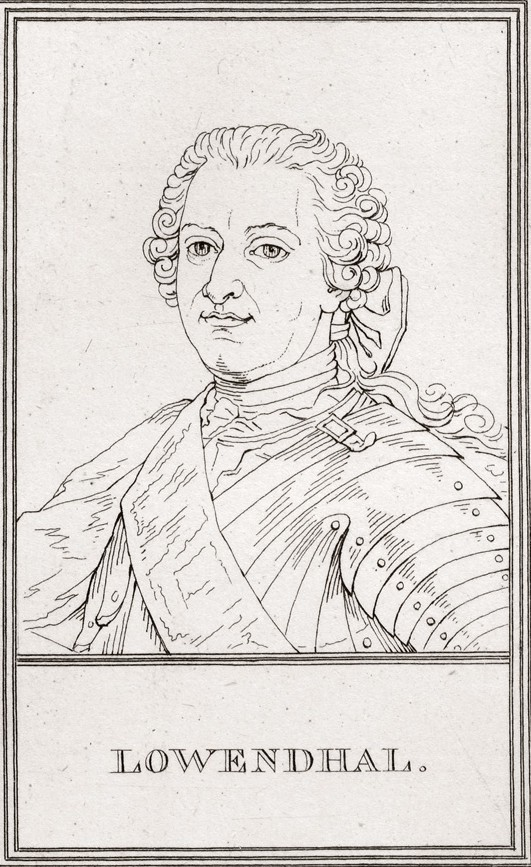
Anonieme tekening van Ulrich van Löwendal, 18e eeuw
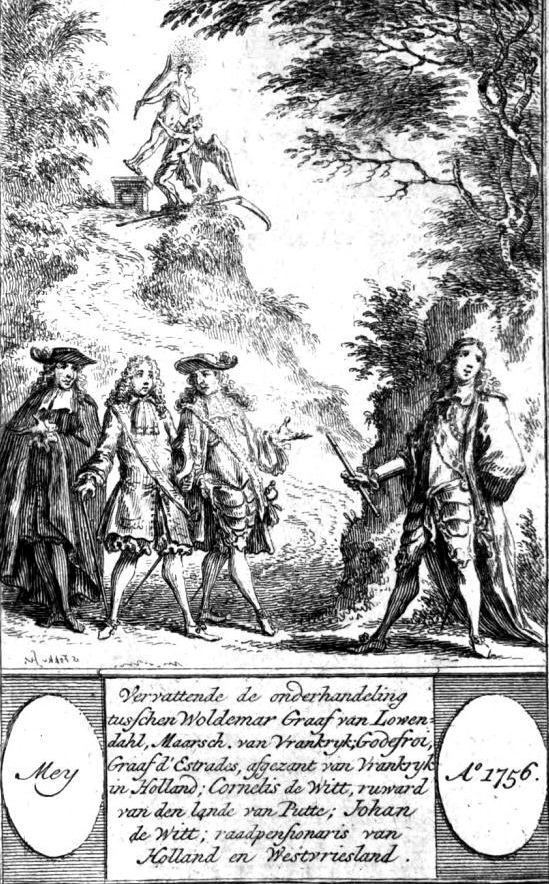
Löwendal (rechts), "in gesprek" met D'Estrades en de gebr. De Witt
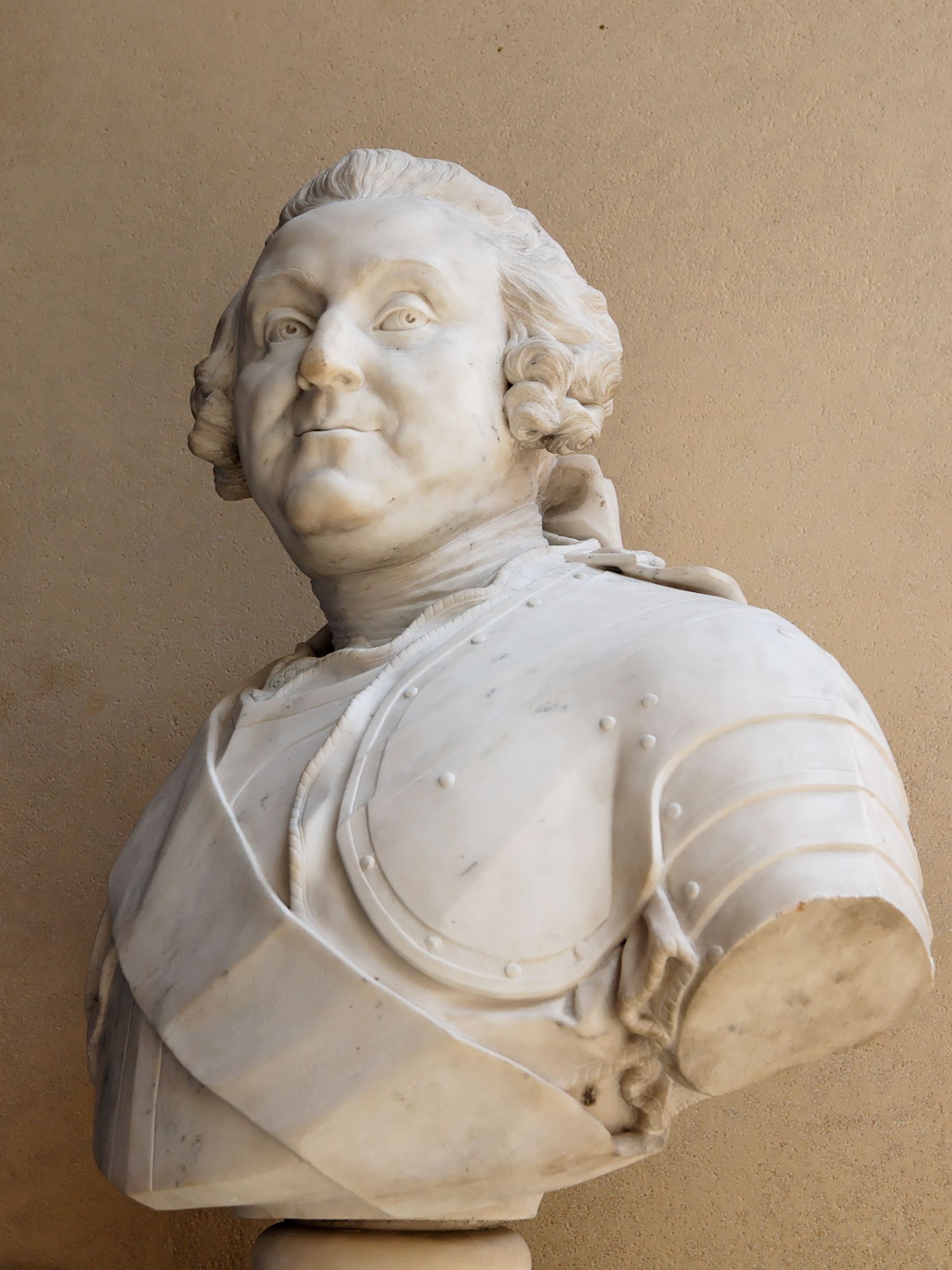
Portretbuste door Jean-Baptiste Lemoyne, 1750 (Louvre)

- Bibliothèque nationale de France: cb12187017p (data)
- Biografisch Portaal: 44121305
- Digitale Bibliotheek voor de Nederlandse Letteren: lowe003
- Gemeinsame Normdatei: 1019745568
- International Standard Name Identifier: 0000 0001 1063 112X
- Library of Congress Control Number: no2012138926
- Nationale Bibliotheek van Tsjechië: ntk20211126818
- Nationale Bibliotheek van Polen: a0000003659998
- Système universitaire de documentation: 166244031
- Virtual International Authority File: 54192674
- WorldCat: E39PBJhMgfxBTmX6KCYrXXhCQq